# Per Andréasson
Per Olof Andreasson, född 9 april 1957 i Uppsala församling, Uppsala län, är en svensk musiker och kompositör.

## Filmmusik
- 1999 – Mamy Blue
- 2000 – Gossip
- 2001 – Sprängaren
- 2003 – Paradiset
- 2004 – The Queen of Sheba's Pearls
- 2006 – Heartbreak Hotel
- 2007 – Se upp för dårarna
- 2008 – Angel
- 2009 – Så olika
- 2010 – Änglagård – tredje gången gillt
- 2013 – Julie
- 2014 – Medicinen
- 2015 – En underbar jävla jul

## Melodifestivalen
- "Änglar" - framfördes av Jessica Wimert (oplacerad i melodifestivalen 1991)
- "I dina ögon" - framfördes av Pernilla Emme (3:e plats i melodifestivalen 1993)
- "Vågornas sång" - framfördes av Monica Silverstrand (5:e plats i melodifestivalen 1993)
- "Himmel på vår jord" - framfördes av Tina Leijonberg & Monica Silverstrand (oplacerad i melodifestivalen 1995)
- "Där en ängel hälsat på" - framfördes av N-Mix (2:a plats i melodifestivalen 1997)
- "Stjärna på himmelen" - framfördes av Drömhus (2:a plats i melodifestivalen 1999)